# Ca’ d’Oro
Ca’ d’Oro – pałac w Wenecji, położony w dzielnicy Cannaregio, nad Canal Grande. Obecnie jest siedzibą muzeum Galleria Giorgio Franchetti.

## Historia
Budowla została wzniesiona w latach 1421–1440 na zamówienie kupca weneckiego Marino Contariniego. Nie miała ona jednego projektanta, ale na projekt złożyły się pomysły wielu mistrzów, których wysiłki koordynował sam Contarini. Wśród nich byli Marco d'Amedeo, który prawdopodobnie pełnił funkcję kierownika robót, rzeźbiarz mediolański Matteo Raverti, oraz Wenecjanie Giovanni i Bartolomeo Bon, a także Francuz Jean Cherlier, cytowany w dokumentach jako Zuzan de Franza, który odpowiedzialny był za prace złotnicze i malarskie przy fasadzie.
Po śmierci Contariniego w 1441, a także jego syna Pietro, pałac został podzielony między córki tego ostatniego, co rozpoczęło długi okres zmian właścicieli budowli. To z kolei przyczyniło się do zmian architektonicznych, spowodowanych różnymi wymaganiami i potrzebami mieszkańców. Pod koniec XIX w., gdy właścicielem pałacu był Alessandro Trubetzkoi, budowlę odrestaurowano. Architektem prowadzącym prace był wtedy Giovanni Battista Meduna. Zmodyfikował on zarówno fasadę, jak i wnętrze. W 1894 pałac został zakupiony przez barona Giorgio Franchettiego za 170.000 lirów, znaczną sumę, jak na tamte czasy, w celu przywrócenia go do stanu pierwotnego z XV w. Od początku celem właściciela nie było uczynienie z pałacu miejsca zamieszkania, ale umieszczenie w nim prywatnej kolekcji dzieł sztuki, aby była ona publicznie dostępna. W 1916 Franchetti zawarł umowę z władzami włoskimi, w której zobowiązał się przekazać państwu nieruchomość po zakończeniu prac remontowych w zamian za sfinansowanie tychże prac. W 1922 baron zmarł, a 18 stycznia 1927 zostało zainaugurowane muzeum, które na jego cześć nosi nazwę Galleria Giorgio Franchetti.

## Architektura i dzieła sztuki

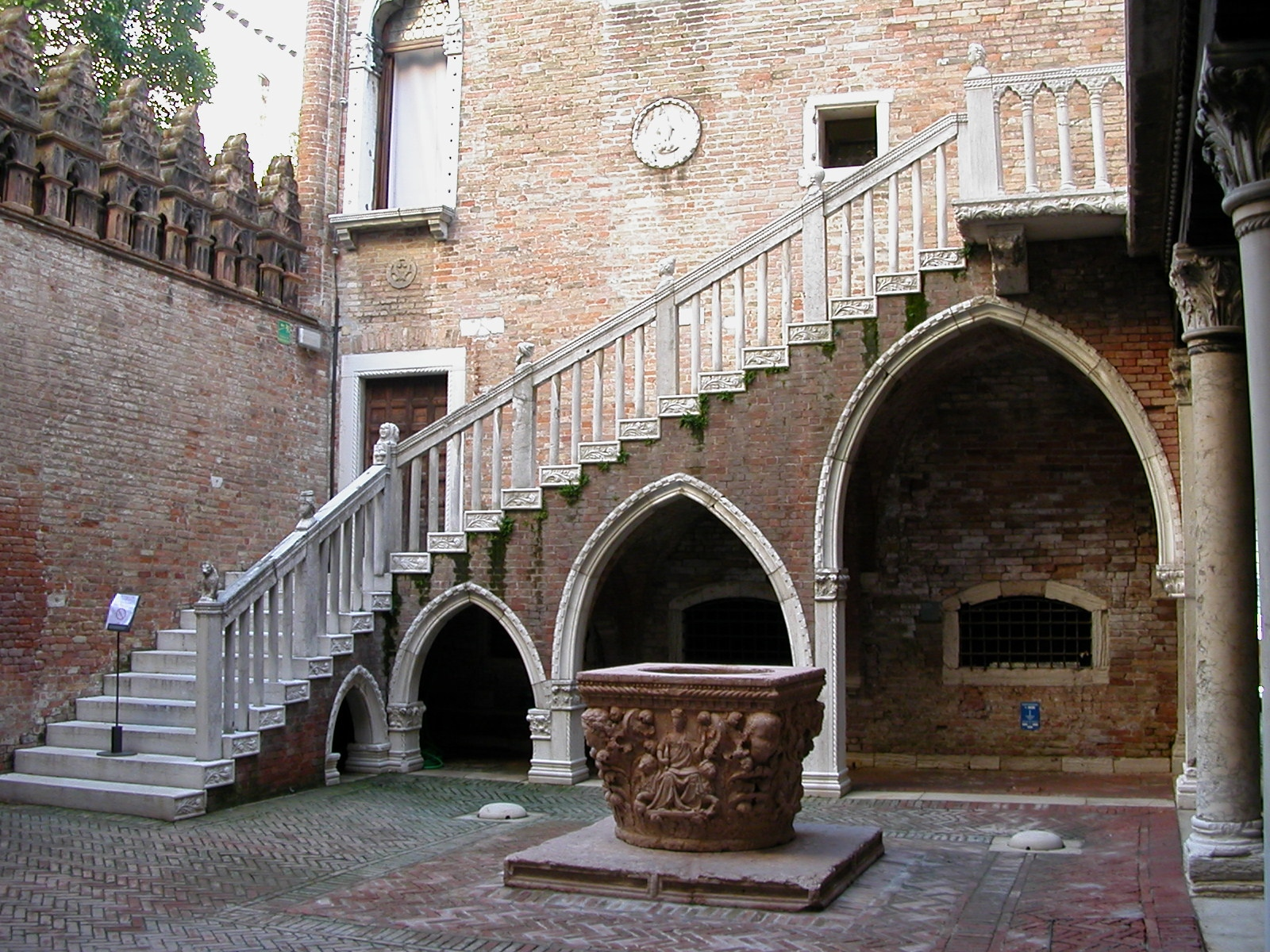
Dziedziniec

Nazwa pałacu pochodzi od faktu, że na początku jego istnienia niektóre części fasady były pokryte złotem. Były one częścią złożonej polichromii, która nie zachowała się do dzisiaj, uważanej za jeden z najcenniejszych przykładów gotyku weneckiego. Fasada budowli charakteryzuje się asymetrią między częścią lewą złożoną z portyku, nad którym wznoszą się dwupiętrowe loggie, oraz częścią prawą, gdzie przeważa lita ściana pokryta cennym marmurem z nielicznymi otworami. Budynek może się wydawać niedokończony, ale w rzeczywistości taki kształt był zamierzony przez projektantów i spowodowany niewielką ilością miejsca. Mimo to całość sprawia wrażenie układu harmonijnego, ponieważ płaszczyzny i otwory są rozłożone w sposób wyważony. Zewnętrzny wygląd pałacu nawiązuje w niektórych elementach do Pałacu Dożów.
Wnętrze pałacu zbudowane jest na planie litery C wokół odkrytego dziedzińca, w centrum którego umieszczona jest studnia z marmuru werońskiego, wykonana przez Bartolomea Bon w 1427. Na trzech jej stronach oprócz motywów roślinnych przedstawione są alegorie Sprawiedliwości, Siły i Miłości. Jak to zwykle bywało w domach weneckich, zewnętrzne loggie odpowiadają wewnątrz długim salonom zwanym portego, które zajmują całą szerokość budynku.
Podczas prac podjętych przez Franchettiego została położona marmurowa podłoga w portyku na parterze.
Pokrywa ona 350 m² powierzchni i została wykonana w technikach opus sectile i opus tessellatum. Motywy geometryczne, które tam występują, inspirowane są średniowiecznymi wzorami obecnymi w kościołach laguny weneckiej, jak np. Bazylika św. Marka, czy Basilika Santa Maria Assunta na wyspie Torcello. Liczne są też punkty zbieżne z dziełami Cosmatich z XII i XIII w. Obecne są też motywy nawiązujące do wzorów bizantyjskich. Giorgio Franchetti osobiście zaprojektował wzory geometryczne, które miały być odwzorowane na podłodze.

## Muzeum

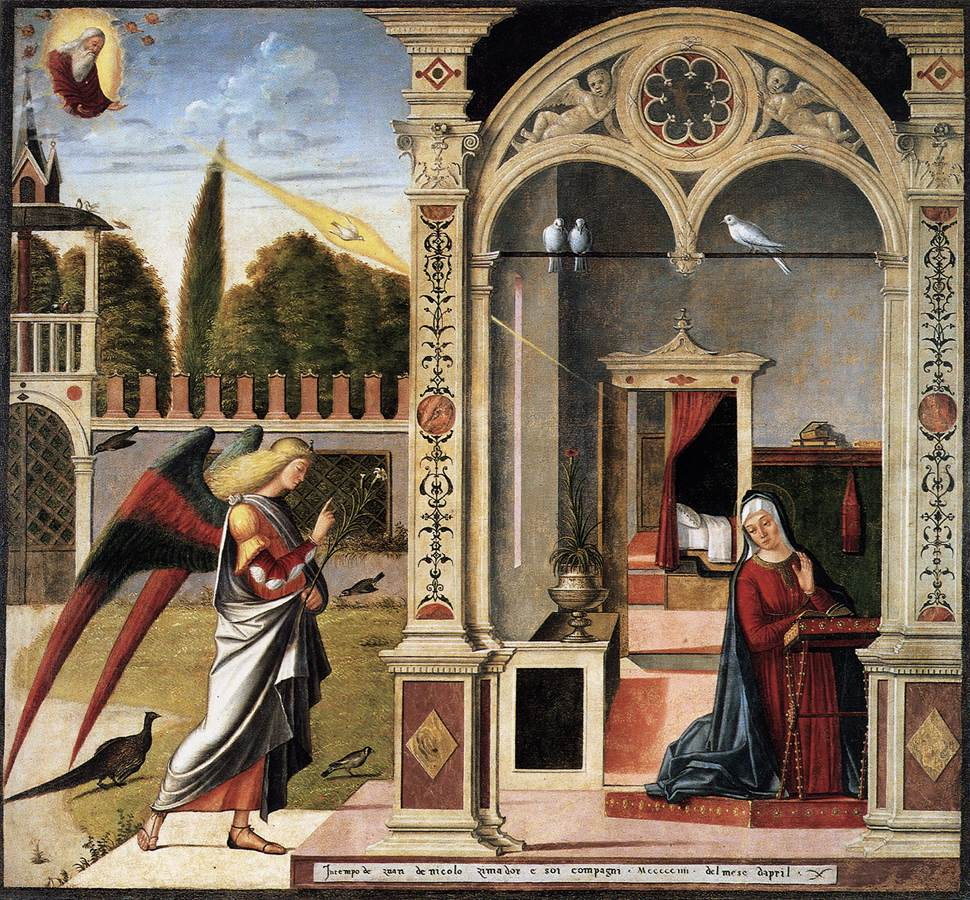
Vittore Carpaccio, Zwiastowanie

Galleria Giorgio Franchetti, znajdująca się w Ca’ d’Oro, obejmuje kolekcję dzieł sztuki, zebraną przez Franchettiego. Później dołączone zostały do nie pewne zbiory państwowe, szczególnie brązy i rzeźby oraz liczne malowidła weneckie i niderlandzkie. Wśród najcenniejszych dzieł znajdują się Św. Sebastian (Andrea Mantegna), Pietà z dwoma aniołkami (Marco Palmezzano), Wenus przed lustrem (Tycjan z 1550), pejzaże (Francesco Guardi), Śpiąca Wenus (Paris Bordone), fragmenty fresków (Giorgione) pochodzące z Fontego dei Tedeschi w Wenecji i trzy płótna z Historiami Maryi (Vittore Carpaccio).
Oprócz sal ekspozycyjnych w muzeum znajdują się laboratoria konserwacji i odnawiania dzieł sztuki.